# For Love of the Game
For Love of the Game (titulada Entre el amor y el juego en España y Por amor al juego en Hispanoamérica) es una película estadounidense de 1999 dirigida por Sam Raimi y escrita por Zac Abrams. Es un drama deportivo y romántico basado en la novela homónima de Michael Shaara, protagonizado por Kevin Costner y Kelly Preston.
La película sigue el último juego de un pitcher de béisbol. A lo largo del partido él va recordando su larga carrera y su extraña relación con su novia, mientras que sin querer está a punto de lanzar un juego perfecto.
El juego es narrado por el veterano comentarista de Los Angeles Dodgers, Vin Scully.

## Argumento
Los Tigres de Detroit viajan a Nueva York para jugar la serie final de una difícil temporada contra los Yanquis de Nueva York. Con una marca de 63 ganados y 97 perdidos, el equipo hace tiempo que fue eliminado de la postemporada y están jugando por nada, excepto el orgullo, ante los Yankees, quienes tienen la oportunidad de llegar a los juegos de campeonato con una victoria. Sin embargo, las siguientes 24 horas pueden ser las más significativas en la vida del veterano lanzador Billy Chapel (Kevin Costner), de 40 años de edad.
En la suite de su hotel de Manhattan, Billy espera a su novia Jane Aubrey (Kelly Preston), pero ella no se presenta. A la mañana siguiente, el dueño de los Tigres, Gary Wheeler (Brian Cox), le dice a un somnoliento Billy que el equipo ha sido vendido y que los nuevos propietarios, como primer paso, quieren poner fin a su carrera de 19 años y lo pretenden transferir a los Gigantes de San Francisco. Billy también se entera de que Jane se va ese mismo día para aceptar una oferta de trabajo en Londres.
Billy es un lanzador famoso, pero tiene un récord negativo en esa temporada, está cerca del final de su carrera y también se está recuperando de una lesión en la mano derecha, la mano de lanzar. Wheeler le indica a Billy debería considerar la posibilidad de retirarse en lugar de unirse a otro equipo. A medida que se dirige al Yankee Stadium para hacer su última salida del año, Billy comienza a reflexionar sobre Jane, detallando la forma casual en que la conoció cinco años antes. Estos recuerdos se entremezclan en el juego, junto con destellos de Jane quien, rodeada de aficionados de los Yankees, viendo el partido en un televisor del aeropuerto ya que su vuelo está demorado.
Conforme el juego avanza, su cácher y amigo, Gus Sinski (John C. Reilly), está consciente de que hay algo diferente al béisbol en la mente de Billy, quien domina uno a uno a los bateadores de los Yankees, a menudo hablando con él mismo sobre la forma de lanzamiento que debe de emplear en cada uno y tratando de no escuchar a los agresivos fanáticos de los Mulos de Manhattan. Mientras que en la caseta de descanso entre los innings, Billy también recuerda su relación con Jane fue afectada tras sufrir un corte accidental en la mano derecha que amenazó su carrera en la pretemporada. El dolor en el hombro y brazo derechos de Billy está empeorando a cada lanzamiento.
En la séptima entrada, contrario a lo esperado, Gus batea un doble que a la postre se convierte en una apretada carrera en home.
Billy está tan absorto en sus pensamientos que no se da cuenta de que está lanzando un juego perfecto hasta la parte baja de la octava entrada. Gus lo confirma y le dice que todo el equipo está unido para respaldarlo y harán lo que sea necesario, lo que sea, para mantener la posibilidad del juego perfecto.
Antes de que los Tigres de salgan al campo para la parte baja de la novena entrada, Billy ha reflexionado acerca de su carrera y su amor por Jane. Él escribe en una pelota de béisbol un mensaje a Wheeler, quien ha sido como un padre para él. Junto con su firma Billy también escribe sobre la pelota que se retirará por amor al juego.
Después de atrapadas de fantasía por parte de sus compañeros, el juego se encuentra en la novena entrada con dos outs y dos strikes, el joven bateador de los Yankees Ken Strout (Carmine Giovinazzo), batea lo que parece un hit, pero el shortstop atrapa la bola, lanza a primera base y los Tigres logran el anhelado out 27, Billy consigue la hazaña, el juego perfecto, incluso los fanáticos del equipo local aplauden reconociendo la labor de viejo pitcher.
Después de celebrar con su equipo, él se sienta a solas en la habitación de su hotel para pensar en los altibajos de todo lo que ha sido y ha hecho en los últimos 19 años. A pesar de su logro increíble, Billy llora no solo por la pérdida de béisbol, sino también por el otro amor de su vida, Jane.
A la mañana siguiente, Billy va al aeropuerto para tomar el primer vuelo a Londres. Jane, que a propósito perdió su vuelo para ver el final del juego perfecto esta ahí. Ella y Billy finalmente se encuentran en la sala de espera, se abrazan y se reconcilian.

## Reparto
- Kevin Costner como Billy Chappel.
- Kelly Preston como Jane Aubrey.
- John C. Reilly como Gus Sinski.
- Jena Malone como Heather Aubrey.
- Vin Scully como él mismo.
- Brian Cox como Gary Wheeler.
- J. K. Simmons como Frank Perry.
- Carmine Giovinazzo como Ken Strout.